# Lemony Snicket – Rätselhafte Ereignisse
Lemony Snicket – Rätselhafte Ereignisse (Originaltitel: Lemony Snicket’s A Series Of Unfortunate Events) ist eine Verfilmung der ersten drei Bände der gleichnamigen Buchreihe aus dem Jahr 2004. In den Hauptrollen sind Jim Carrey, Billy Connolly, Emily Browning und Meryl Streep zu sehen. Der Film startete am 27. Januar 2005 in den deutschen Kinos.

## Handlung
Lemony Snicket ist der Erzähler der Rahmenerzählung und tritt in der Binnenhandlung nicht auf.
Die eigentliche Geschichte handelt von den Baudelaire-Kindern.
Nach dem tragischen Tod ihrer Eltern durch ein Feuer, das ihr Haus zerstört, erben die drei Baudelaire-Kinder Violet, Klaus und Sunny ein sehr großes Vermögen, das ihnen allerdings erst bei Erreichen der Volljährigkeit ausgehändigt werden kann. Bis zu diesem Zeitpunkt soll ein Verwandter als Vormund fungieren. Erste Wahl ist Graf Olaf, ein exzentrischer Schauspieler, der sich schnell als habgieriger Fiesling entpuppt, der es einzig auf das große Vermögen der Kinder abgesehen hat.
Nachdem Graf Olaf die drei Waisen in seinem Auto eingesperrt und dieses auf einem Bahngleis „abgestellt“ hat, um sie von einem Zug überfahren zu lassen, wird ihm das Sorgerecht entzogen. Die Kinder kommen nun zu dem Herpetologen Dr. Montgomery, mit dem sie sich sogleich gut verstehen. Montgomery hat vor, mit ihnen nach Peru auszuwandern. Kurz nach ihrer Ankunft taucht aber auch Graf Olaf auf, verkleidet als der italienische Forschungsassistent Stephano. In der darauffolgenden Nacht bringt Olaf den neuen Vormund der Kinder um. Am nächsten Morgen versucht Olaf, den Mord wie einen Unfall aussehen zu lassen, damit er wieder das Sorgerecht der Kinder bekommt. Dies wird von Sunny vereitelt.
Der nächste Vormund ist ihre Tante Josephine. Die einst lebens- und abenteuerlustige Frau ist mittlerweile sehr ängstlich, seit ihr Mann Ike starb. Ihr einziger Trost im Leben ist die Grammatik. Sie lebt an einem See, in dem ihr Mann von den dort lebenden Seufzersee-Saugern verspeist wurde. Diesmal erscheint Graf Olaf in der Verkleidung eines Seemanns mit dem Namen Talmi. Die Kinder erkennen ihn, aber er schafft es, das Vertrauen der Tante zu gewinnen. Er zwingt Josephine per Telefon, einen Abschiedsbrief zu schreiben und darin das Sorgerecht für die Kinder auf ihn zu übertragen. Als die Kinder zurückkehren, hat es den Anschein, als hätte sich die Tante aus dem Fenster gestürzt. In ihrem Abschiedsbrief aber versteckte die Tante mittels Rechtschreib- und Grammatikfehlern eine geheime Botschaft. Sie versteckt sich vor Olaf in einer Höhle auf der anderen Seite des Sees. Mit einem Boot gelangen die Kinder zu ihr. Als sie Tante Josephine an Bord haben, werden sie auf See von den Seufzersee-Blutegeln angegriffen. Zur Rettung eilt allerdings Graf Olaf. Er überlässt Tante Josephine den Blutegeln und nimmt die Kinder zu sich.
Schließlich will er über eine Kinderheirat mit Violet an das Vermögen kommen. Es ist aber eine Zwangsheirat, da er droht, die gefangengehaltene Sunny umzubringen, falls Violet ihn nicht heiratet. Die Hochzeit wird in einem Theaterstück inszeniert, in welchem die Richterin von einer realen Richterin gespielt wird. Klaus gelingt es aber, die Hochzeitsurkunde mit einem Brennglas zu zerstören und Graf Olaf zu überführen. Außerdem kann er Olaf als denjenigen entlarven, der das Feuer im Haus der Baudelaires legte.
Anstatt verhaftet und eingesperrt zu werden, gelingt es Graf Olaf zu fliehen. Am Ende sind die Kinder wieder auf dem Weg zum nächsten unbekannten Vormund. Zuvor erhalten sie aber noch einen verirrten Brief der Eltern, in dem diese den Geschwistern erklären, dass sie nie verloren sein werden, solange sie einander haben.

## Kritiken
Der Film erhielt überwiegend positive Kritiken und erreichte bei Rotten Tomatoes eine Bewertung von 72 %, basierend auf 159 Kritiken. Bei Metacritic konnte ein Metascore von 62 aus 100 möglichen Punkten, basierend auf 37 Kritiken, erzielt werden.

„‚Lemony Snicket – Rätselhafte Ereignisse‘ ist keine zwingende, aber eine denkbare Alternative für Kinofreunde, denen ‚Harry Potter‘ zu glatt gebügelt und brav ist. Brad Silberling gelang eine skurrile, bizarre und unterkühlt witzige Mär, die zwar alle Altersschichten anspricht, aber nur für Erwachsene in aller Vielfältigkeit der Details zu begreifen ist.“

„Fantastischer Film voller märchenhaft-skurriler Welten und Kulissen, der die literarischen Geschichten … in ebenso abenteuerliche und unheimliche wie hintergründige und pointiert böse Episoden umsetzt. Für Fantasy-Liebhaber ein Genuss, für jüngere Kinder eher noch eine Mutprobe.“

Die Filmbewertungsstelle Wiesbaden verlieh der Produktion das Prädikat besonders wertvoll.

## Auszeichnungen
- Oscar-Verleihung 2005

Auszeichnung in der Kategorie Make-Up - Valli O’Reilly, Bill Corso
Nominierung in der Kategorie Szenenbild - Rick Heinrichs, Cheryl Carasik
Nominierung in der Kategorie Filmmusik - Thomas Newman
Nominierung in der Kategorie Kostüm - Coleen Atwood
- Art Directors Guild

Auszeichnung: Excellence in Production Design Award 2005 - Rick Heinrichs, John Dexter, William Hawkins, Martin Whist, Tony Fanning, Eric Sundahl, Todd Holland und Bill Boes
- Australian Film Institute

Auszeichnung: International Award 2005 in der Kategorie Best Actress - Emily Browning
- Broadcast Music Incorporated Film & TV Awards 2005

Auszeichnung: BMI Film Music Award 2005 - Thomas Newman
- Critics’ Choice Awards 2005

Nominierung in der Kategorie Best Young Actor - Liam Aiken
Nominierung in der Kategorie Best Young Actress - Emily Browning
Nominierung als Best Family Film (Live Action)
- Hollywood Film Awards 2004

Auszeichnung: Hollywood Film Award in der Kategorie Composer of the Year - Thomas Newman
- Costume Designer Guild Awards 2005

Auszeichnung: CDG Award in der Kategorie Excellence in Period/Fantasy Film - Colleen Atwood
- International Online Cinema Awards 2005

Nominierung in der Kategorie Best Costume Design - Colleen Atwood
Nominierung in der Kategorie Best Makeup an Hairstyling
- Phoenix Film Critics Society Awards 2004

Auszeichnung: PFCS Award in der Kategorie Best Makeup
- (Golden) Satellite Awards 2005

Nominierung in der Kategorie Best Cinematography - Emmanuel Lubezki
Nominierung in der Kategorie Best Film Editing - Dylan Tichenor
- Teen Choice Awards 2005

Auszeichnung in der Kategorie Choice Movie Bad Guy - Jim Carrey
Nominierung in der Kategorie Choice Movie Liar - Jim Carrey
- World Soundtrack Awards 2005

Nominierung in der Kategorie Soundtrack Composer of the Year - Thomas Newman
- Young Artist Awards 2005

Nominierung in der Kategorie Best Performance in a Feature Film - Leading Young Actor - Liam Aiken
Nominierung in der Kategorie Best Performance in a Feature Film - Leading Young Actress - Emily Browning
Nominierung in der Kategorie Best Performance in a Feature Film - Young Actress Age Ten or Younger - Shelby Hoffman, Kara Hoffman
Nominierung als Best Family Feature Film
- Visual Effects Society Awards 2005

Nominierung in der Kategorie Outstanding Performance by an Animated Character in a Live Action Motion Picture - Rick O’Connor, Martin Murphy, Indira Guerrieri, Sam Breach
- Online Film & Television Association

Auszeichnung in der Kategorie Best Makeup and Hairstyling - Bill Corso, Kathleen Freeman, Rob Hinderstein, Valli O’Reilly, Mitchell Stone, Kevin Yagher und Chris Yagher
Auszeichnung in der Kategorie Best Titles Sequence
Nominierung in der Kategorie Best Production Design - Rick Heinrichs, John Dexter, Tony Fanning, William Hawkins, Martin Whist, Cheryl Carasik
Nominierung in der Kategorie Best Official Film Website
- MTV Movie + TV Awards 2005

Nominierung in der Kategorie Best Villain - Jim Carrey